# 黃美秀
黃美秀（1970年—），動物學家，台灣黑熊保育者，屏東科技大學野生動物保育研究所教授，是臺灣第一位入山研究台灣黑熊的學者。曾任台灣黑熊保育協會名譽理事長，因長年對台灣黑熊的保育推廣不遺餘力，獲得了「黑熊媽媽」（布農族語：Ali-Duma）的別稱。

## 家庭背景
黃美秀1970年生於嘉義縣水上鄉，父親賣醬油，母親替人務農，家中四個兄弟姊妹，黃美秀排行老么。

## 學歷
- 美國明尼蘇達大學保育生物學研究所博士 （Univ. of Minnesota, Conservation Biology Program）
- 國立臺灣大學動物學研究所碩士
- 國立臺灣師範大學生物系

## 經歷
黃美秀在明尼蘇達大學攻讀博士學位時，以大型熊類作研究主題，因而返臺在玉山進行調查。1997年起，黃美秀開始跟著 Bunun 嚮導 Kaisul Istasipal （林淵源）及助手攜帶大量器材用品入山研究，1998至2000年，她蟄伏在玉山國家公園，成功誘捕15隻黑熊，掛上無線電頸圈，創下首位運用人造衛星紀錄器追蹤黑熊的紀錄。
投入研究與保育台灣黑熊的契機是頭一回抓黑熊時發現熊被斷掌斷趾，難過得想搥心肝，「我下山打回美國給老師，他抓過5、6百隻熊，從沒遇過這種事。」台灣是黑熊的地獄嗎？油然萌生守護黑熊的念頭。
2010年，黃美秀成立「台灣黑熊保育協會」、研擬黑熊保育行動綱領、召開生態研討會。

## 期刊論文
1.	Hwang, Mei-Hsiu; Ditmer, Mark; Teo, Shu-De; Wong, Siew Te ; Garshelis, David. 2021. Sun bears use 14-year-old previously-logged forest more than primary forest in Sabah, Malaysia. Ecosphere. (accepted on 2021.05.21)
2.	Mei-Hsiu Hwang, Ting-Wei Chin1 and Pin-Huan Yu. 2020. Endoparasites of Formosan black bears (Ursus thibetanus formosanus) during the acorn season in Yushan National Park, Taiwan. Journal of Wildlife Diseases 57(2): 345-356. (25 March 2021) (accepted on 2020.10.14.)[SCI]
3.	K. Y. Li, K. T. Li, C. H. Yang, M. H. Hwang, S. W. Chang, S. M. Lin, H. J. Wu, E. B. Basilio Jr., R. S. A. Vega, R. P. Laude, and Y. T. Ju. 2017. Insular East Asia pig dispersal and vicariance inferred from Asian wild boar genetic evidence. J. Anim. Sci. 95:1–15
4.	Chih-Chin SHIH, Sung-Lin WU, Mei-Hsiu HWANG and Ling-Ling LEE. 2017. Evaluation on the effects of ageing factor, sampling and preservation methods on Asiatic black bear (Ursus thibetanus) noninvasive DNA amplification. Taiwania 62(4): 363-370.
5.	林冠甫、黃美秀。2011。玉山國家公園大型哺乳動物相對豐富度與櫟實結果之關係。國家公園學報 21(2):21-37。
6.	Mei-Hsiu Hwang, David L. Garshelis, Yu-Hui Wu, and Ying Wang. 2010. Home ranges of Asiatic black bears in the Central Mountains of Taiwan: Gauging whether a reserve is big enough. Ursus 21(1):81-96. [SCI]
7.	黃美秀、吳尹仁、姚中翎、李培芬、王穎、吳海音。2009。台灣黑熊棲息地利用及分布預測模式。特有生物研究。11(2)：1-20。 
8.	Chih-Chin Shih, Chuan-Chin Huang, Shou-Hsien Li, Mei-Hsiu Hwang, and Ling-Ling Lee. 2009. Ten novel tetranucleotide microsatellite DNA markers from Asiatic black bear, Ursus thibetanus. Conservation Genetics 10:1845–1847 [SCI]
9.	黃美秀、賴秀芬、林冠甫、葉慶龍。2009。山國家公園台灣黑熊重要棲息地－大分地區之植群生態及森林更新。國家公園學報 19(1):62-82。
10.	Hwang, M-H. and D.L. Garshelis. 2007. Activity patterns of Asiatic black bears in the Central Mountains of Taiwan. Journal of Zoology 271:203–209. [SCI]
11.	黃美秀、簡熒芸。2007。玉山國家公園楠溪林道較大型哺乳動物之監測。台灣林業科學 22(2):145-157。[EI]
12.	Hwang, M-H., D.L. Garshelis, and Y. Wang. 2002. Diet of Formosan black bears with methodological and graphical comparison. Ursus 13:111–125. [SCI]
13.	黃美秀、王穎、D. L. Garshelis. 2000. 玉山國家公園台灣黑熊活動模式之初探。國家公園學報 10:26-40。
14.	黃美秀、王穎。1993。台灣黑熊飼養狀況下的行為觀察。動物園學報  5:71–87。

## 著作
- 《黑熊手記：我與台灣黑熊的故事》
- 《尋熊記：我與台灣黑熊的故事》[12]
- 《小熊回家：南安小熊教我們的事》[13]

## 科普文章
1.	黃美秀。2020。臺灣黑熊─ 森林中的V領毛怪。科學少年 52(5):20-33。
2.	黃美秀。2019。南安小熊找媽媽：談台灣黑熊的親子關係。科學人 204(2): 98-101。
3.	黃美秀。2019。小熊要回家。動物園雜誌 155:28-37。
4.	黃美秀。2019。台灣黑熊，你過得好不好？看台灣黑熊的保育危機。天下雜誌 獨立評論。(2019/10/07) 
5.	黃美秀、蔡幸倩。2017。台灣黑熊之多少：族群監測。科學發展月刊 547: 36-39。
6.	黃美秀。2017。有熊出沒：台灣黑熊痕跡辨識。林業研究專訊 24(2): 88-91。
7.	黃美秀。2017。獨行熊徑二十載: 台灣黑熊教我的一堂課。人生 408: 68-74。
8.	黃美秀。2017。捕風捉影─ 有熊出沒，臺灣黑熊痕跡辨識。台灣黑熊保育協會 11: 12-16。
9.	黃美秀。2017。拉庫拉庫溪黑熊信使。台灣黑熊保育協會 12: 10-11。
10.	黃美秀。2016。打開熊神話的一把鑰匙：臺灣黑熊之捕捉及追蹤研究。自然保育季刊 96: 16-27。
11.	黃美秀、王嘯虎。2016。非政府組織與企業的結合能為保育教育做些甚麼? 以台灣黑熊保育協會為例。自然保育季刊 94(2): 4-11。
12.	黃美秀、李彩玉。2016。臺灣石虎排遺偵測犬。動物園雜誌 142: 38-56。
13.	黃美秀。2015。臺灣黑熊價多少？生態系功能與保育角色。【台灣探險家專欄】。國家地理雜誌。 (2016/4/18)
14.	黃美秀。2015。解碼中央山脈裡的黑盒子：向陽山屋的黑熊之死。【台灣探險家專欄】。國家地理雜誌。(2015/10/07)
15.	黃美秀。2014。台灣黑熊探險家：尋熊之旅。【台灣探險家專欄】。國家地理雜誌。（2014/3/18）
16.	黃美秀。2014。保育瀕危台灣黑熊的漫漫長路。科技報導 (二月)12-15。
17.	黃美秀、林靜芬。2014。圈養之責歸罪野獸，動物園變叢林。誰為禍首？何謂兇嫌？台灣動物之聲 61: 56-57。(原天下雜誌 獨立評論【讀者投書】)
18.	黃美秀。2013。【讀者投書】從貓熊圓仔看台灣黑熊保育。天下雜誌 獨立評論。(08/22)
19.	黃美秀。2013。台灣黑熊：福爾摩沙島民。戶外探索 7: 90-93。(2月)
20.	黃美秀。2013。人熊共生。戶外探索 3-5。
21.	黃美秀。2013。狗熊：台灣黑熊及排遺偵測犬。科學發展月刊 491: 26-31。
22.	黃美秀。2012。山林的靈魂：台灣黑熊。科學人126(8): 120-121。
23.	黃美秀。2012。台灣黑熊價多少─生態系的功能和保育的角度。台灣林業36(6 ): 52-58。
24.	黃美秀。2012。我與台灣黑熊的故事：尋熊記。經典雜誌 168:150-161。（7月書摘）。
25.	陳詩佳、黃美秀。2012。我與台灣黑熊。動物園雜誌 128:16-21。
26.	黃美秀、潘怡如、葉娟如。2012。台灣黑熊保育行動綱領：下一步？動物園雜誌 128：4-15。
27.	黃美秀。2011。熊窟：四方熊集。野生動物保育彙報及通訊 15(1): 45-47。
28.	黃美秀、楊吉宗。2010。淺談亞洲黑熊圈養經營管理及野外族群監測之道。自然保育季刊 69(1): 17-22。
29.	黃美秀。2010。熊熊知多少：最新的重要發現。自然保育季刊 69(1): 12-16。
30.	黃美秀。2010。從臺灣為亞洲黑熊發聲。自然保育季刊 69(1): 7-11。
31.	黃美秀。2009。熊類野放與行為研究對於保育之貢獻。野生動物保育彙報及通訊。13（4）: 18-25。
32.	黃美秀。2009。台灣黑熊保育與非法狩獵。野生動物保育彙報及通訊 13（4）: 26-27。
33.	黃美秀、潘怡如。2009。野生動物排遺偵測犬。大自然 105: 46-53。
34.	黃美秀。2008。台灣的黑熊。大自然 3：17-19。(中國 北京)
35.	黃美秀、王穎。2008。台灣黑熊的保育現況。自然保育季刊 64: 12-17。
36.	黃美秀、楊吉宗。2008。研擬野放兩隻圈養台灣黑熊幼熊之困境。自然保育季刊 64: 41-45。
37.	黃美秀。2007。台灣黑熊排遺偵測犬。動物園雜誌 107:50-55。
38.	黃美秀。2007。台灣黑熊的食譜。367: 82-83。
39.	黃美秀。2005。台灣黑熊─世界特有亞洲品種。大熊貓 2: 26-31。 
40.	黃美秀。2005。台灣黑熊奇遇記。國家公園雙月刊。40-49 (五月)。
41.	黃美秀。2005。叫我熊媽媽。科學she勢力II，54-58頁。教育部。
42.	黃美秀。2005。瀕危的台灣黑熊。科學發展月刊 398: 26-33。
43.	黃美秀。2005。光環的背後：中國唐家河自然保護區大熊貓之旅。大自然 81（1）: 20–27。
44.	黃美秀。2004。台灣黑熊的存續希望。科學人。29(7): 103–104。
45.	黃美秀。2004。以同理心看待世間萬物。人生雜誌 253: 42–43。
46.	黃美秀。2004。解除熊熊危機：讓心中的保育種子萌芽。行天宮通訊 104: 53–57。
47.	黃美秀。2003。我與台灣黑熊的故事？大自然。79（2）: 52–59。
48.	黃美秀。2002。台灣人與台灣黑熊的生死糾葛：是誰殺了台灣黑熊？新觀念月刊。166：58–59。
49.	Hwang, Mei-Hsiu. 2002. The Formosan Black Bears: living on the edge. Verve 9:71–73
50.	黃美秀。2001。台灣黑熊現身記。大地地理雜誌。155: 94–105 (二月)。
51.	黃美秀。2001。消失中的台灣黑熊。小大地 1: 1–14。
52.	黃美秀。2000。台灣之子的哀歌。新台灣新聞週刊。237: 48–51 (十月)。

## 外部連結
- [ 黃美秀] Mei-Hsiu Hwang - 野生動物保育研究所
- 遇熊‧ 育熊－ 黃美秀的台灣黑熊尋熊記- PanSci 泛科學 （页面存档备份，存于）
- [台灣黑熊，你過得好不好？看台灣黑熊的保育危機。天下雜誌 獨立評論。(2019/10/07)
- （页面存档备份，存于） [臺灣黑熊價多少？生態系功能與保育角色。【台灣探險家專欄】。國家地理雜誌 (2016/4/18)
- （页面存档备份，存于） [解碼中央山脈裡的黑盒子：向陽山屋的黑熊之死 (2015/10/07)
- （页面存档备份，存于） [台灣黑熊探險家：尋熊之旅 (2014/3/18)
- [圈養之責歸罪野獸，動物園變叢林。誰為禍首？何謂兇嫌？ 天下雜誌 獨立評論【讀者投書】
- [從貓熊圓仔看台灣黑熊保育 天下雜誌 獨立評論【讀者投書】 （页面存档备份，存于）

```
（
页面存档备份
，存于
）
```